# Askia Modibo
Pour les articles homonymes, voir Koné.
Askia Modibo, de son vrai nom  Modibo Koné, est un musicien et chanteur de reggae malien, né en 1968 à Ké-Macina (Mali).
Bien que né dans une famille songhaï, Askia Modibo débute dans la musique par des chansons traditionnelles bambara sous le nom de Modibo Koné.
Il se tourne ensuite vers le reggae, rencontre notamment Alpha Blondy en Côte d'Ivoire et Tiken Jah Fakoly.
Il enregistre en 1996 un album intitulé wass-reggae. En 2001, il sort un album dédié à l’Équipe du Mali de football, Mali foot, allez pour la victoire, à quelques mois de la Coupe d'Afrique des nations de football au Mali.

## Discographie
- Sous le nom de Modibo Koné
  - Wass Manding (cassette)
- Askia Modibo et Bamnaya
  - Djiguiya (cassette)
- Askia Modibo
  - 1988 : Allah Akbar (cassette)
  - 1993 : Wally Moussou (cassette)
  - 1994 : Les Aigles (cassette)
  - 1996 : Wass Reggae (cd, Stern’s)
  - 2001 : Mali foot, allez pour la victoire